# 山吉長久
山吉 長久（やまよし ながひさ）は、鎌倉時代後期から南北朝時代にかけての武士。後世史料にのみ三条城主として登場する。

## 生涯
『山吉家家譜』では山吉定明（池成明）の子で、池清久の外孫とされる。
『北越雑記』には、三条城主・池伊豆守長久は元亨元年（1321年）に家督を継ぎ、足利尊氏に味方して、義兄弟の長尾景為・景恒らと共に、南朝方の村山一族と戦ったと記されているが、同時代史料では長久の名は確認できない。
江戸時代後期に成立したとされる「法華宗総本山本成寺縁起」や山吉系譜によれば、父・定明が建立した青蓮華寺に寺領を寄進したという。